# لاس گالیناس (کالیفرنیا)
لاس گالیناس (به انگلیسی: Las Gallinas) یک منطقهٔ مسکونی در ایالات متحده آمریکا است که در شهرستان مارین، کالیفرنیا واقع شده‌است. لاس گالیناس ۸ متر بالاتر از سطح دریا واقع شده‌است.